# Kute Seri
Kute Seri is een bestuurslaag in het regentschap Aceh Tenggara van de provincie Atjeh, Indonesië. Kute Seri telt 321 inwoners (volkstelling 2010).